# Línea 14 (AUVASA)
La línea 14 de AUVASA une el centro de Valladolid y el polígono industrial de San Cristóbal, pasando por el barrio de Las Delicias y dando servicio a la Universidad Europea Miguel de Cervantes. Tiene servicio en días laborables.

## Historia
La línea 14 comenzó a funcionar como una ampliación o refuerzo de la línea 13, denominándose 13*, hasta que tomó la numeración independiente actual en 2007. Entre enero y septiembre de 2018 se extendió su recorrido al barrio vallisoletano de La Overuela, sustituyendo el servicio realizado por la línea 18, hasta que se creó la línea 24 y la 14 retomó el itinerario original.

## Frecuencias
La línea 14 es una línea A Horario por lo que se indican todos los horarios de salida:
| DÍA                | LUGAR DE SALIDA             | HORARIOS DE SALIDA | HORARIOS DE SALIDA | HORARIOS DE SALIDA | HORARIOS DE SALIDA | HORARIOS DE SALIDA | HORARIOS DE SALIDA | HORARIOS DE SALIDA | HORARIOS DE SALIDA | HORARIOS DE SALIDA | HORARIOS DE SALIDA | HORARIOS DE SALIDA | HORARIOS DE SALIDA | HORARIOS DE SALIDA | HORARIOS DE SALIDA | HORARIOS DE SALIDA |
| ------------------ | --------------------------- | ------------------ | ------------------ | ------------------ | ------------------ | ------------------ | ------------------ | ------------------ | ------------------ | ------------------ | ------------------ | ------------------ | ------------------ | ------------------ | ------------------ | ------------------ |
| Laborables         | PLAZA ESPAÑA (PANADEROS, 4) | 8:00               | 9:00               | 10:15              | 11:20              | 12:18              | 13:20              | 14:20              | 15:25              | 16:32              | 17:40              | 18:40              | 19:40              | 20:36              | 21:28              | 22:15              |
| Laborables         | POL. SAN CRISTÓBAL          | 7:35               | 8:35               | 9:35               | 10:54              | 11:50              | 12:50              | 13:51              | 14:55              | 16:03              | 17:01              | 18:11              | 19:10              | 20:08              | 21:01              | 21:53              |
| Sábados y festivos | SIN SERVICIO                | -                  | -                  | -                  | -                  | -                  | -                  | -                  | -                  | -                  | -                  | -                  | -                  | -                  | -                  | -                  |

## Paradas
Nota: Al pinchar sobre los enlaces de las distintas paradas se muestra cuanto tiempo queda para que pase el autobús por esa parada.
| Hacia Polígono San Cristóbal               | Correspondencia con líneas: |
| ------------------------------------------ | --------------------------- |
| C/ Panaderos 4 esq. Divina Pastora         | -                           |
| C/ Panaderos 42 esq. Pza Caño Argales      | 6 9 13                      |
| Avda. Segovia fte. 57                      | 6 9 13 C2 F2                |
| C/ Embajadores 4 esq. Pº Farnesio          | 6 13 C2 F2                  |
| Avda. Segovia fte. igl. del Carmen         | 6 13 C2 F2                  |
| Avda. Segovia 88 esq. Hornija              | 13                          |
| Ctra. Segovia fte. Víctimas del Terrorismo | 4 19                        |
| Ctra. Segovia fte. Col. Hijas de Jesús     | 4 13 19                     |
| C/ Topacio esq. Aluminio                   | 13                          |
| C/ Cobalto 69 esq. Topacio                 | 13 17                       |
| C/ Cobalto 49 esq. Galena                  | 13 17                       |
| C/ Plata 58 esq. Galena                    | -                           |
| C/ Topacio fte. 33                         | 17                          |
| C/ Topacio 2                               | 17                          |
| C/ Topacio 42 fte. Plomo                   | 17                          |
| C/ Plomo 1                                 | 17                          |
| C/ Helio 4 esq. Acetileno                  | 17                          |
| C/ Helio 20 esq. Oxígeno                   | 17                          |
| C/ Helio esq. Nitrógeno                    | 17                          |
| Hacia Plaza España                         |                             |
| C/ Helio esq. Nitrógeno                    | 17                          |
| C/ Helio 15                                | 17                          |
| C/ Helio 3 esq. Acetileno                  | 17                          |
| C/ Plomo 2                                 | 17                          |
| C/ Topacio 61 esq. Plomo                   | 17                          |
| C/ Topacio 39                              | 17                          |
| C/ Topacio 21                              | 17                          |
| C/ Plata 43                                | -                           |
| C/ Cobalto 42 esq. Galena                  | 13 17                       |
| C/ Cobalto fte. 69 esq. Topacio            | 13 17                       |
| C/ Topacio 5                               | 13                          |
| Ctra. Segovia Col. Hijas de Jesús          | 4 13 19                     |
| Ctra. Segovia esq. Víctimas del Terrorismo | 6 H                         |
| Avda. Segovia 161 fte. Hornija             | 13                          |
| Avda. Segovia igl. del Carmen              | 6 9 13 C1 F2                |
| Avda. Segovia 99 esq. Olmedo               | 6 9 13 C1 F2                |
| Avda. Segovia esq. Trabajo                 | 6 9 13                      |
| C/ Labradores 45 esq. Niña Guapa           | 6 9 13                      |
| Pza. Caño Argales                          | 3 6 9 13 18 19 F3           |
| C/ Dos de Mayo esq. Divina Pastora         | 18 19 24                    |
| C/ Panaderos 4 esq. Divina Pastora         | -                           |